# Francisco Hervás Tirada
Francisco Hervás Tirado (Utrera, Sevilla, 7 de marzo de 1962) es un exvoleibolista y entrenador español. En el 2018 fue anunciado como técnico de la selección femenina de voleibol de Perú.Actualmente dirige al Club Universitario de Deportes. 

## Trayectoria
Como jugador fue convocado 312 veces para jugar con la Selección masculina de voleibol de España, con la que ganó los Juegos Mediterráneos de 1987 y participó en los Juegos Olímpicos de Barcelona 1992, donde quedó octavo. Tras las olimpiadas dio por finalizado su periplo en la selección, puesto que se hizo un proceso de reestructuración en donde los veteranos liderados por Francisco Sánchez Jover la abandonaron en favor de las jóvenes promesas liderados por Rafa Pascual.
Después de su retirada, fue nombrado en 1997 entrenador de la Selección femenina de voleibol de España dejándolo en el año 2000 para ser el seleccionador del equipo masculino con la que conseguiría un segundo puesto en los Juegos Mediterráneos de 2005 y el tercero en la Liga Europea de 2005. Sin embargo, por desavenencias con los jugadores de la selección durante la fase clasificatoria para el mundial de 2006, hacen que sea destituido de su cargo. En 2010 vuelve a la selección masculina como asistente de Julio Velasco y en 2012 es nombrado entrenador de la selección femenina, un año después es sustituido por Pascual Saurin.
En agosto de 2018 fue nombrado entrenador de la selección femenina de voleibol del Perú.